# Gorsedd

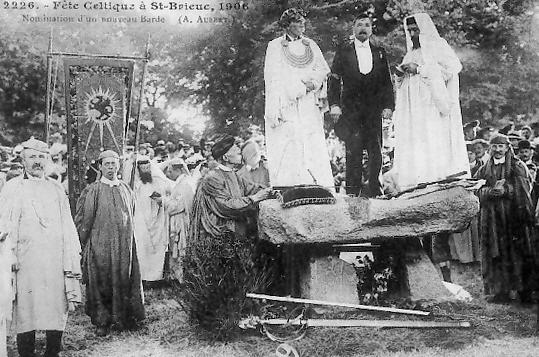
Der Gorsedd der Bretagne 1906

Gorsedd ([ˈgɔːrsɛð]; Plural Gorseddau [gɔrˈsɛðə]) ist die Bezeichnung für eine walisische, kornische oder bretonische Bardenvereinigung. Gorsedd ist walisisch und bedeutet Thron. In Cornwall wird die Bezeichnung Gorsedh und in der Bretagne Goursez verwendet.
Wird der Begriff ohne Zusatz verwendet, ist meistens der Gorsedd von Wales gemeint, der sich selbst Gorsedd Cymru (walisisch für Gorsedd von Wales) nennt. Daneben gibt es aber noch andere Gorseddau, wie den Gorsedh Kernow (kornisch für Gorsedd von Cornwall) und den Goursez Breizh (bretonisch für Gorsedd der Bretagne).
Die Gorseddau wurden gegründet, um walisische, kornische und bretonische Traditionen wiederzubeleben und zu pflegen, Dichtung und Musik zu fördern und eine gewisse literarische Gelehrsamkeit in diesen Sprachen zu entwickeln, die alle der keltischen Sprachfamilie angehören. Zu den wichtigsten Aktivitäten der Gorseddau zählt die Organisation und Durchführung von Tagungen und Festen wie dem Eisteddfod.

## Die drei großen Gorseddau
- Gorsedd Cymru (Wales)
- Gorsedh Kernow (Cornwall)
- Goursez Breizh (Bretagne)